# Saison 1 de Pose
Chronologie
Saison 2
Cet article présente le guide des épisodes de la première saison de la série télévisée américaine Pose .

## Diffusion
- Aux États-Unis, la saison a été diffusée entre le 3 juin 2018 et le 22 juillet 2018 sur FX[1]
- Au Canada, elle a été diffusée en simultanée sur FX Canada[2]
- En France et en Suisse, elle a été diffusée en version originale entre le 6 juin 2018 et le 25 juillet 2018 sur Canal+ Séries[3]. Elle a été rediffusée en version française entre le 2 septembre 2018 et le 23 septembre 2018[4]. Elle est disponible depuis le 19 juin 2024 sur la plateforme Disney+.
- Elle reste pour le moment inédite dans tous les autres pays francophones.

## Distribution

### Acteurs principaux
- Evan Peters (VF : Hervé Grull) : Stan Bowes
- Kate Mara (VF : Nathalie Bienaimé) : Patty Bowes
- James Van Der Beek (VF : Thierry Wermuth) : Matt Bromley
- Mj Rodriguez (VF : Annabelle Roux) : Blanca Rodriguez-Evangelista
- Dominique Jackson (VF : Marie Bouvier) : Elektra Abundance
- Billy Porter (VF : Mike Fédée) : Pray Tell
- Indya Moore (VF : Laëtitia Laburthe) : Angel Evangelista
- Ryan Jamaal Swain (VF : Antoine Fleury) : Damon Richards-Evangelista
- Charlayne Woodard (VF : Marie-Noëlle Eusèbe) : Helena St. Rogers
- Dyllon Burnside (VF : Boris Agondanou) : Ricky Evangelista
- Hailie Sahar (VF : Juliette Poissonnier) : Lulu Abundance
- Angelica Ross (VF : Soleima Arabi) : Candy Abundance
- Angel Bismark Curiel (VF : Jonathan Gimbord) : Lil Papi Evangelista

### Acteurs récurrents
- Jeremy McClain : Cubby Abundance
- Jason A. Rodriguez : Lemar Abundance
- Samantha Grace Blumm : Amanda Bowes
- Kathryn Erbe (VF : Anne Rondeleux) : Dr Gottfried
- Jonny Sibilly : Costas

### Acteurs invités
- Clark Jackson : Mr Richards (épisode 1)
- Roslyn Ruff (VF : Odile Schmitt) : Mme Richards (épisode 1)
- Deidre Goodwin (en) : Wanda Green (épisode 1)
- Matt McGrath : le manager du Boy Lounge (épisode 2)
- Christine Ebersole : Bobbi (épisode 3)
- Christopher Meloni (VF : Jérôme Rebbot) : Dick Ford (épisodes 4 et 7)
- Flor de Liz Perez : Carmen Rodriguez (épisode 5)
- Gil Perez-Abraham : Manuel Rodriguez (épisode 5)
- Sandra Bernhard : infirmière Judy (épisode 6)
- Bianca Castro : Veronica (épisode 6)
- Charles Brice : Darius (épisode 6)

## Épisodes

### Épisode 1:On prend la pose!
- États-Unis /  Canada: 3 juin 2018 sur FX / FX Canada
- France /  Suisse: 6 juin 2018 sur Canal+ Séries

- États-Unis : 688 000 téléspectateurs (avant-première)[5]

- Clark Jackson : Mr Richards
- Roslyn Ruff : Mme Richards
- Deidre Goodwin (en) : Wanda Green

### Épisode 2:L'ambition des exclus
- États-Unis /  Canada: 10 juin 2018 sur FX / FX Canada
- France /  Suisse: 13 juin 2018 sur Canal+ Séries

- États-Unis : 548 000 téléspectateurs (première diffusion)[5]

- Matt McGrath : le manager du Boy Lounge

### Épisode 3:Donner et recevoir
- États-Unis /  Canada: 17 juin 2018 sur FX / FX Canada
- France /  Suisse: 20 juin 2018 sur Canal+ Séries

- États-Unis : 561 000 téléspectateurs (première diffusion)[5]

- Christine Ebersole : Bobbi

### Épisode 4:La fièvre
- États-Unis /  Canada: 24 juin 2018 sur FX / FX Canada
- France /  Suisse: 27 juin 2018 sur Canal+ Séries

- États-Unis : 719 000 téléspectateurs (première diffusion)[5]

- Christopher Meloni : Dick Ford

### Épisode 5:La fête des mères
- États-Unis /  Canada: 1er juillet 2018 sur FX / FX Canada
- France /  Suisse: 4 juillet 2018 sur Canal+ Séries

- États-Unis : 582 000 téléspectateurs (première diffusion)[5]

- Flor de Liz Perez : Carmen Rodriguez
- Gil Perez-Abraham : Manuel Rodriguez

### Épisode 6:Quand on a que l'amour
- États-Unis /  Canada: 8 juillet 2018 sur FX / FX Canada
- France /  Suisse: 11 juillet 2018 sur Canal+ Séries

- États-Unis : 594 000 téléspectateurs (première diffusion)[5]

- Sandra Bernhard : infirmière Judy
- Bianca Castro : Veronica
- Charles Brice : Darius

### Épisode 7:Grandeur et décadence
- États-Unis /  Canada: 15 juillet 2018 sur FX / FX Canada
- France /  Suisse: 18 juillet 2018 sur Canal+ Séries

- États-Unis : 689 000 téléspectateurs (première diffusion)[5]

- Christopher Meloni : Dick Ford

### Épisode 8:Victoire
- États-Unis /  Canada: 22 juillet 2018 sur FX / FX Canada
- France /  Suisse: 25 juillet 2018 sur Canal+ Séries

- États-Unis : 781 000 téléspectateurs (première diffusion)[5]